# فونسدورف
فونسدورف (بالإنجليزية: Fohnsdorf)‏ هي Landgemeinde وmunicipality of Austria تقع في منطقة مورتال في النمسا. يقدر عدد سكانها 54.62 كم2 وترتفع عن سطح البحر 736 متر.

## أعلام
- سيلفستر ستادلر